# موقوفه لیلی حسین جعفر
موقوفه لیلی حسین جعفر مربوط به اواخر دوره صفوی - دوره پهلوی است و در بیرجند، خیابان منتظری، کوچه منتظری، ۱۳ واقع شده و این اثر در تاریخ ۱۱ دی ۱۳۸۰ با شمارهٔ ثبت ۴۶۶۴ به‌عنوان یکی از آثار ملی ایران به ثبت رسیده است.